# Dödspendeln
Dödspendeln (engelska: The Pit and the Pendulum) är en amerikansk skräckfilm från 1961 i regi av Roger Corman. Huvudrollen spelas av Vincent Price. Manuset skrevs av Richard Matheson efter Edgar Allan Poes novell Brunnen och pendeln från 1843.

## Handling
Filmen utspelar sig i 1500-talets Spanien, och kretsar kring den unge engelsmannen Francis Barnard (John Kerr) som besöker ett kusligt slott för att undersöka sin syster Elizabeths (Barbara Steele) mystiska död. Efter en rad olika avslöjanden, spöklika händelser och våldsamma dödsfall blir han fastspänd vid titelns tortyrredskap av sin galna svåger Nicholas (Vincent Price) i filmens upplösning.

## Om filmen
Dödspendeln var den andra av Cormans många Poe-filmatiseringar med Vincent Price i huvudrollen efter storsuccén med Gäst i skräckens hus året dessförinnan. Den följdes av Jagad av skräck (1962), En studie i skräck (1962), Korpen (1963), Skri av fasa (1963), De blodtörstiga (1964) och Mannen i vaxkabinettet (1965).

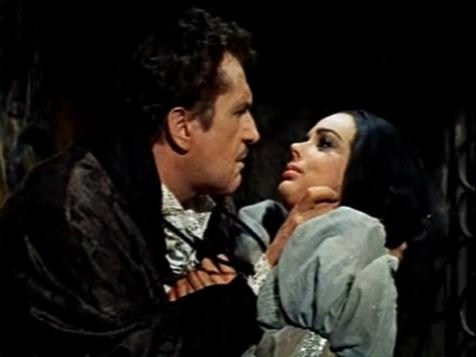
Vincent Price och Barbara Steele i Dödspendeln.

## Rollista
- Vincent Price – Nicholas Medina
- John Kerr – Francis Barnard
- Barbara Steele – Elizabeth Barnard Medina
- Luana Anders – Catherine Medina
- Antony Carbone – Doktor Charles Leon
- Patrick Westwood – Maximillian
- Lynette Bernay – Maria (som Lynne Bernay)
- Larry Turner – Nicholas som barn
- Mary Menzies – Isabella
- Charles Victor – Bartolome